# 英王麵包

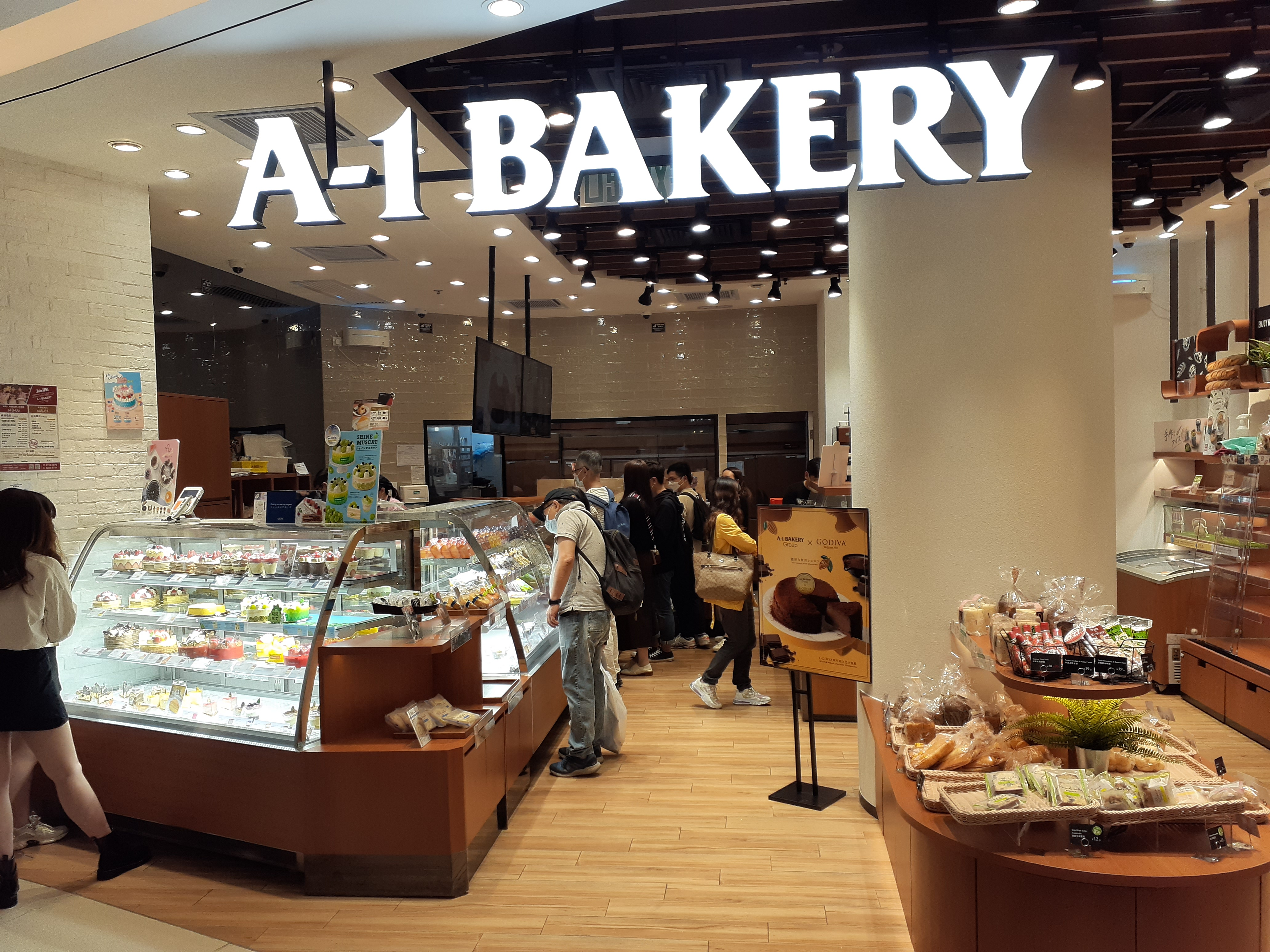
A-1 Bakery位於荃灣如心廣場分店

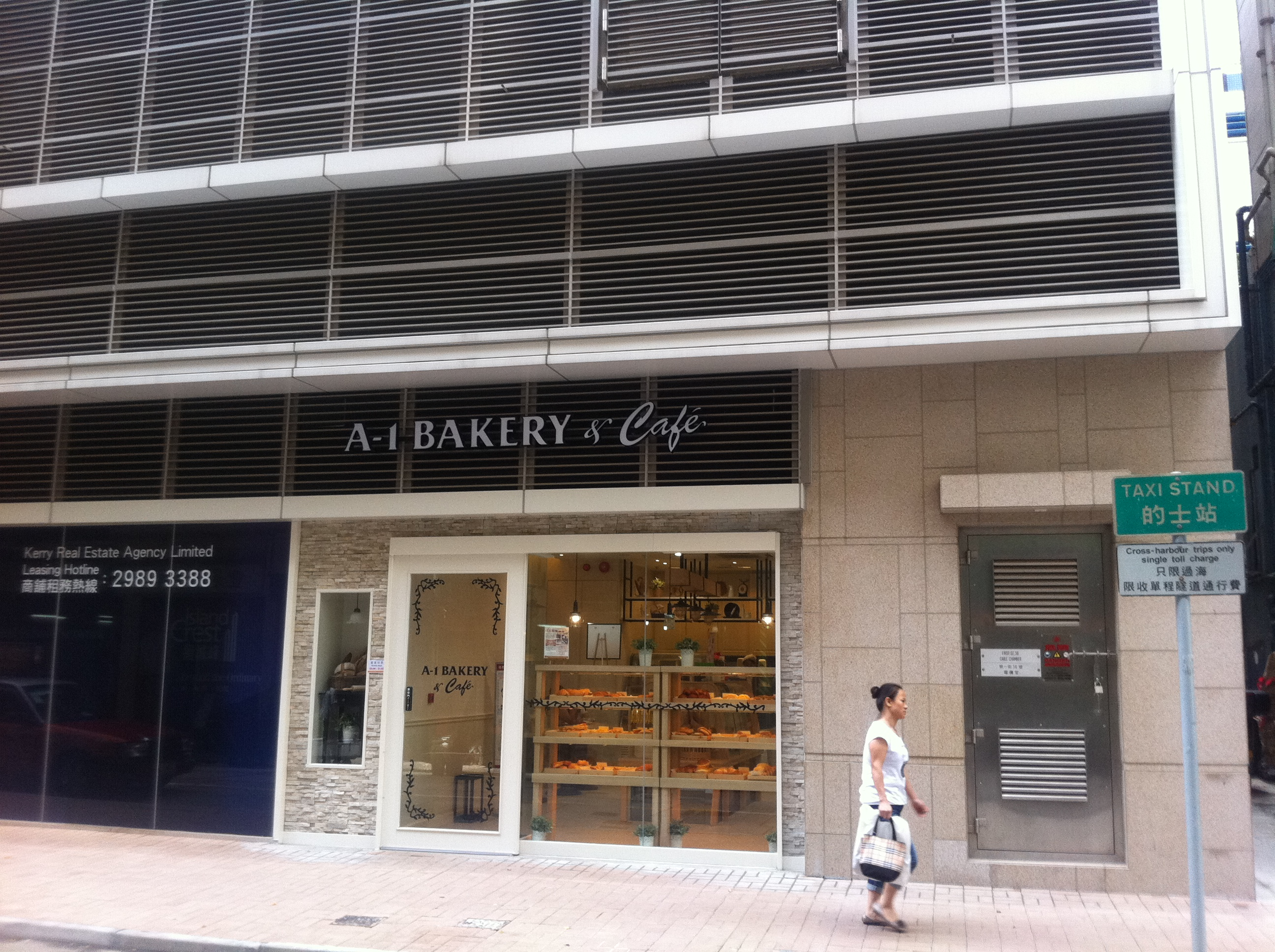
A-1 Bakery & Café位於西營盤縉城峰分店

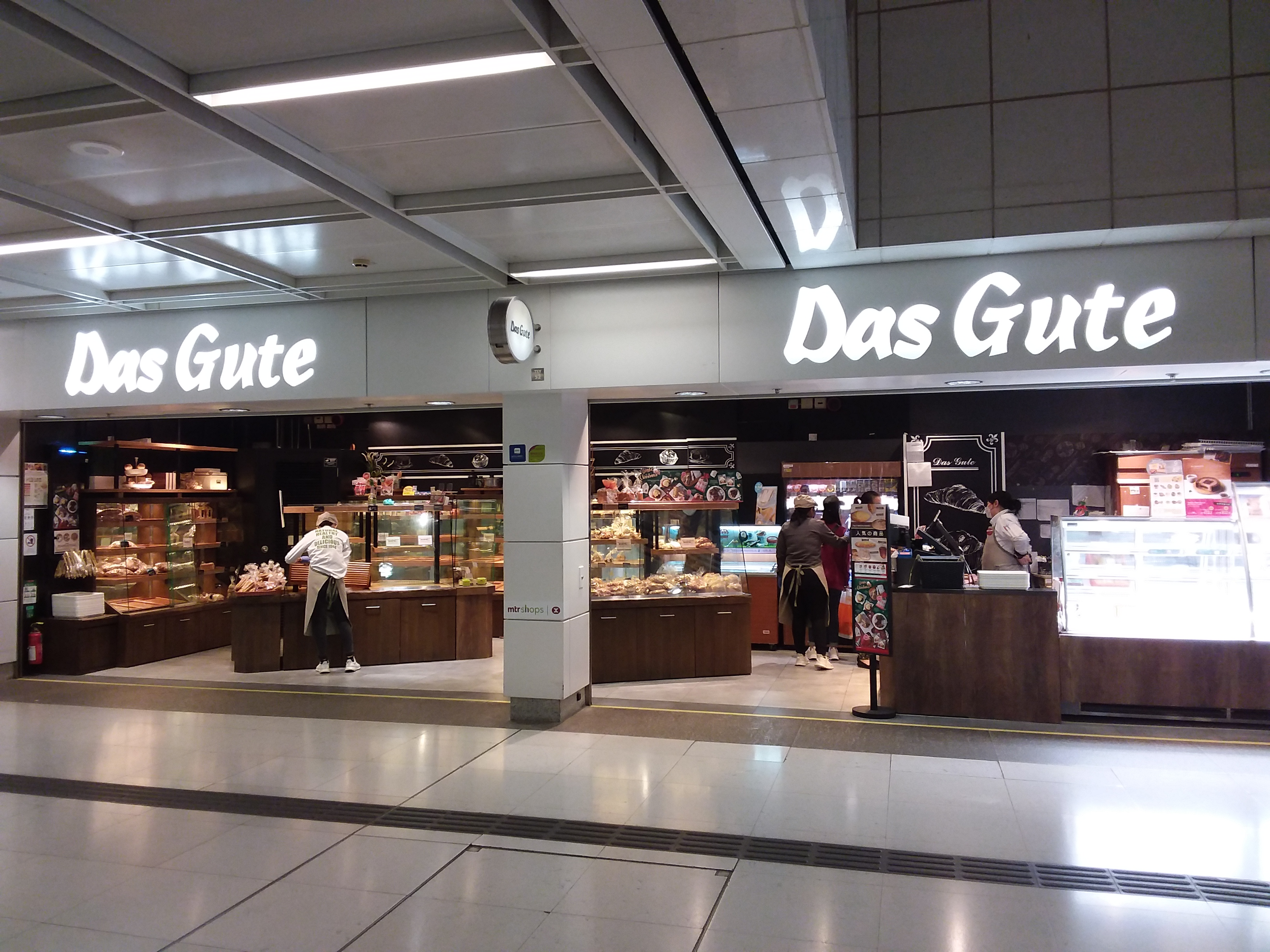
Das Gute位於港鐵青衣站分店（現已更名為A-1 Bakery）

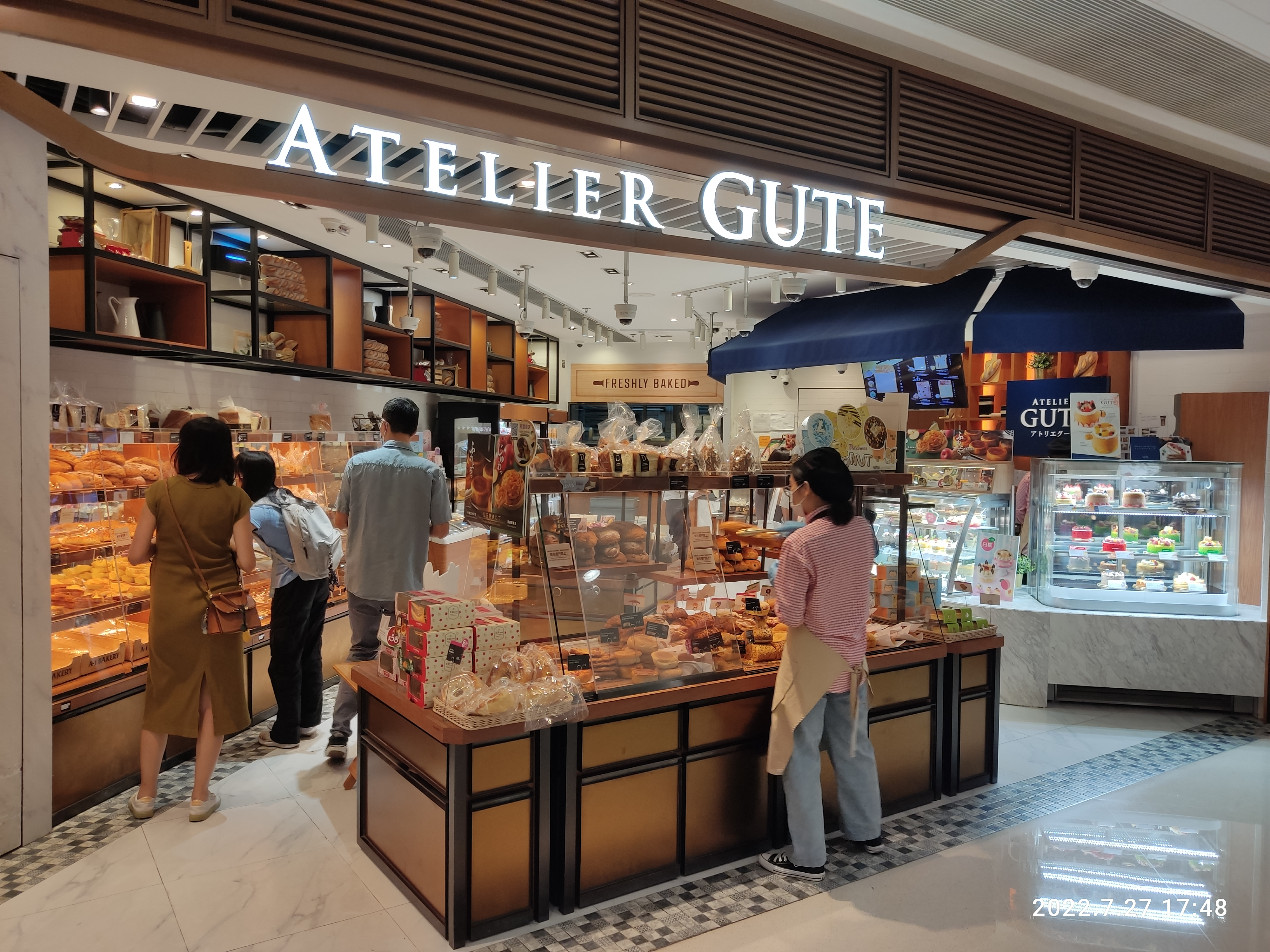
Atelier Gute位於西九龍圓方分店

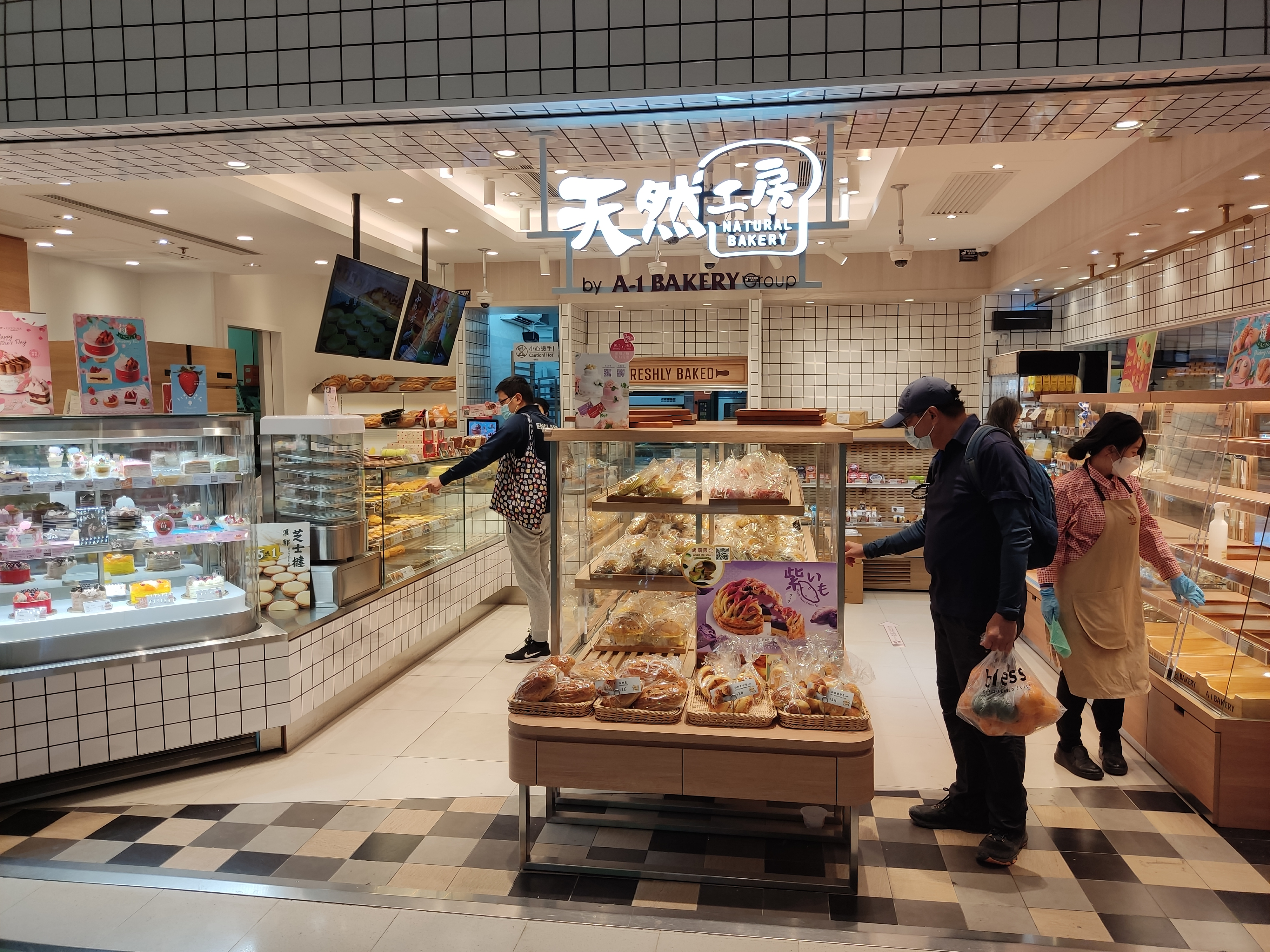
天然工房位於將軍澳MCP新都城中心分店

英王麵包（日语：株式会社エーワンベーカリー）是香港一家主要售賣高檔麵包及西餅的連鎖麵包店集團，為日本的香港分公司。成立於1948年，首間分店位於日本大阪市，1985年於香港沙田新城市廣場開設首間海外的分店。的名字源自於「A級」品質和「No.1」味道的烘焙產品。現任社長為楊井元伸。現時香港英王麵包集團有五個品牌，分別為（英王麵包）、天然工房、及西餐廳。2024年於香港擁有超過100間分店。

## 業務歷史
在日本的業務主要集中於大阪府及兵库县神户市。至於香港業務在80年代，最初只集中在沙田區，例如沙田新城市廣場、沙田置富第一城、大圍等地。90年代業務開始遍佈於全香港，例如中環太富商業大廈、銅鑼灣皇室堡、牛頭角淘大商場、葵芳新都會廣場、荃灣千色店、香港國際機場一號客運大樓以及各間吉之島百貨（樂富、大埔、將軍澳）等地。截至2007年12月只有18家分店（不包括其他品牌），後來分店數目逐漸攀升，其後更引入其他名字的名義的麵包及糕餅店，包括、天然工房等。截至2022年1月全日本一共有13家分店，而香港一共有68家。
另外公司還曾經營西式、日式餐廳及咖啡店，例如、英王餐廳、嬉樂亭、和膳一風、沖繩料理、雪國拉麵等。直至近年公司決定放棄餐飲業務。直至2023年5月，公司只剩下土瓜灣農圃道18號一家以及沙田新城市廣場一家還設有此服務。其餘品牌也陸續結業或被取代。
|    | 天然工房 |   |   | 總數 |
| -- | -------- | - | - | ---- |
| 86 | 18       | 5 | 2 | 111  |

## 產品
集團旗下麵包店一般主要售賣日式麵包，亦有售賣少量蛋糕及西餅，過節時也會售賣賀年產品及月饼等。而並同時提供餐飲服務。